# Bernard Malivoire
Bernard Robert Malivoire (París, 20 de abril de 1938-Boulogne-Billancourt, 18 de diciembre de 1982) fue un deportista francés que compitió en remo como timonel. Participó en los Juegos Olímpicos de Helsinki 1952, obteniendo una medalla de oro en la prueba de dos con timonel.

## Palmarés internacional
| Juegos Olímpicos | Juegos Olímpicos     | Juegos Olímpicos | Juegos Olímpicos |
| Año              | Lugar                | Medalla          | Prueba           |
| ---------------- | -------------------- | ---------------- | ---------------- |
| 1952             | Helsinki (Finlandia) | Medalla de oro   | Dos con timonel  |